# فيسنتي غوتيريس
فيسنتي غوتيريس (بالبرتغالية: Vicente Guterres) (و. 1955 – م) هو سياسي من تيمور الشرقية .